# Albany

Albany New York US Street Map vector SVG

Albany es la capital del estado de Nueva York y del condado de Albany, en los Estados Unidos. Tiene una población de 97 750 habitantes en 2010. Es el mayor centro urbano del Distrito Capital, la cuarta región metropolitana más populosa del estado (tras Nueva York, Búfalo y Rochester) y la 56.ª más poblada de todos los Estados Unidos.
La ciudad está situada 233 kilómetros al noroeste de Nueva York, cerca de la confluencia de los ríos Mohawk y Hudson.

## Historia

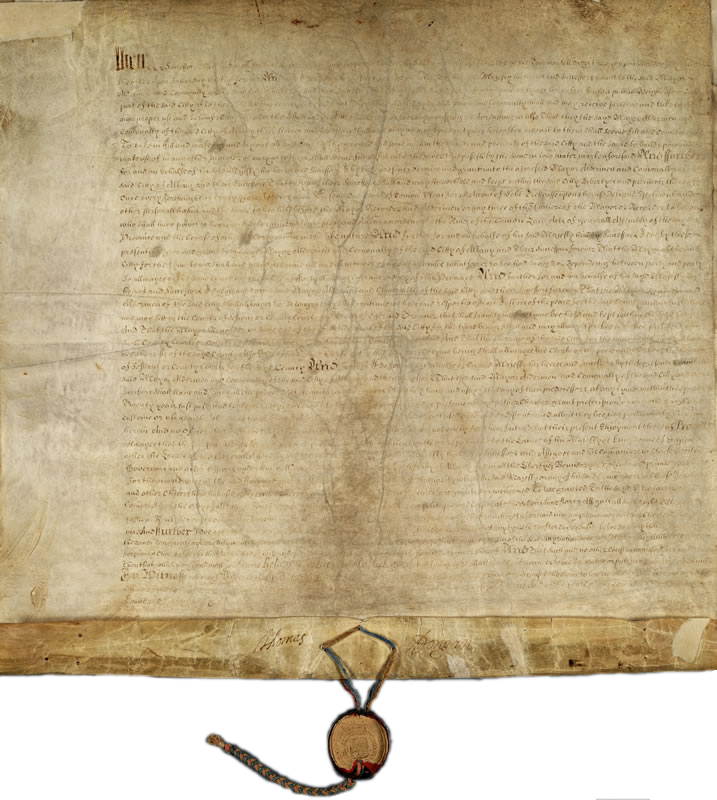
La Dongan Charter se estableció legalmente en Albany en 1686. Es el acta constitutiva más antigua de los Estados Unidos aún vigente.

Albany es uno de los asentamientos europeos más antiguos de las trece colonias que aún siguen en pie, y la ciudad con el acta constitutiva de mayor duración de los Estados Unidos (la incorporación de la Dongan Charter se incorporó en Albany tres meses antes del acta constitutiva de Nueva York). El río Hudson estuvo originalmente habitado por los algonquinos, que hablaban el mismo idioma que los mohicanos, y lo denominaban Pempotowwuthut-Muhhcanneuw, que significa el hogar de la nación mohicana. En el lado oeste del río Mohawk, los Mohawk se referían a Albany como Sche-negh-ta-da, que más tarde la ciudad Schenectady, al oeste, adoptaría ese nombre, o como "a través de los pinos", en referencia al paso por el que llegaban. Los comerciantes europeos visitaron las tierras de Albany hacia 1540, pero el tiempo de estadía que estuvieron en la ciudad es desconocida.
Su historia comenzó cuando Henry Hudson exploró la zona para la Compañía Neerlandesa de las Indias Occidentales en 1609, cuando alcanzó la zona con su carraca Halve Maen, reclamándola para las Provincias Unidas de los Países Bajos. En 1614 Hendrick Christiaensen construyó Fort Nassau, en Castle Island, en las cercanías de Albany. En 1618 se inundó y se convirtió en ruinas, pero fue reconstruido en 1624 como Fort Orange. Ambos fuertes fueron nombrados en honor a la casa real germana Casa de Orange-Nassau. En 1652 Fort Orange y sus alrededores se incorporaron al pueblo Beverwyck. Durante estas décadas, los mohawks desarrollaron relaciones de tratos con los neerlandeses, aunque sus culturas fueran diferentes.
Cuando Nuevos Países Bajos fue tomada por el reino de Inglaterra en 1664, se cambió el nombre de Beverwijck a Albany, en honor del duque de Albany Jacobo II de Inglaterra y VII de Escocia.
En 1754, representantes de las siete colonias británicas de Norteamérica se reunieron en el Congreso de Albany. Benjamin Franklin, de Pensilvania, presentó el Plan de Unión de Albany, la primera proposición firme para unir las colonias.
En 1797 la capital del Estado de Nueva York se trasladó desde Kingston a Albany.

## Geografía

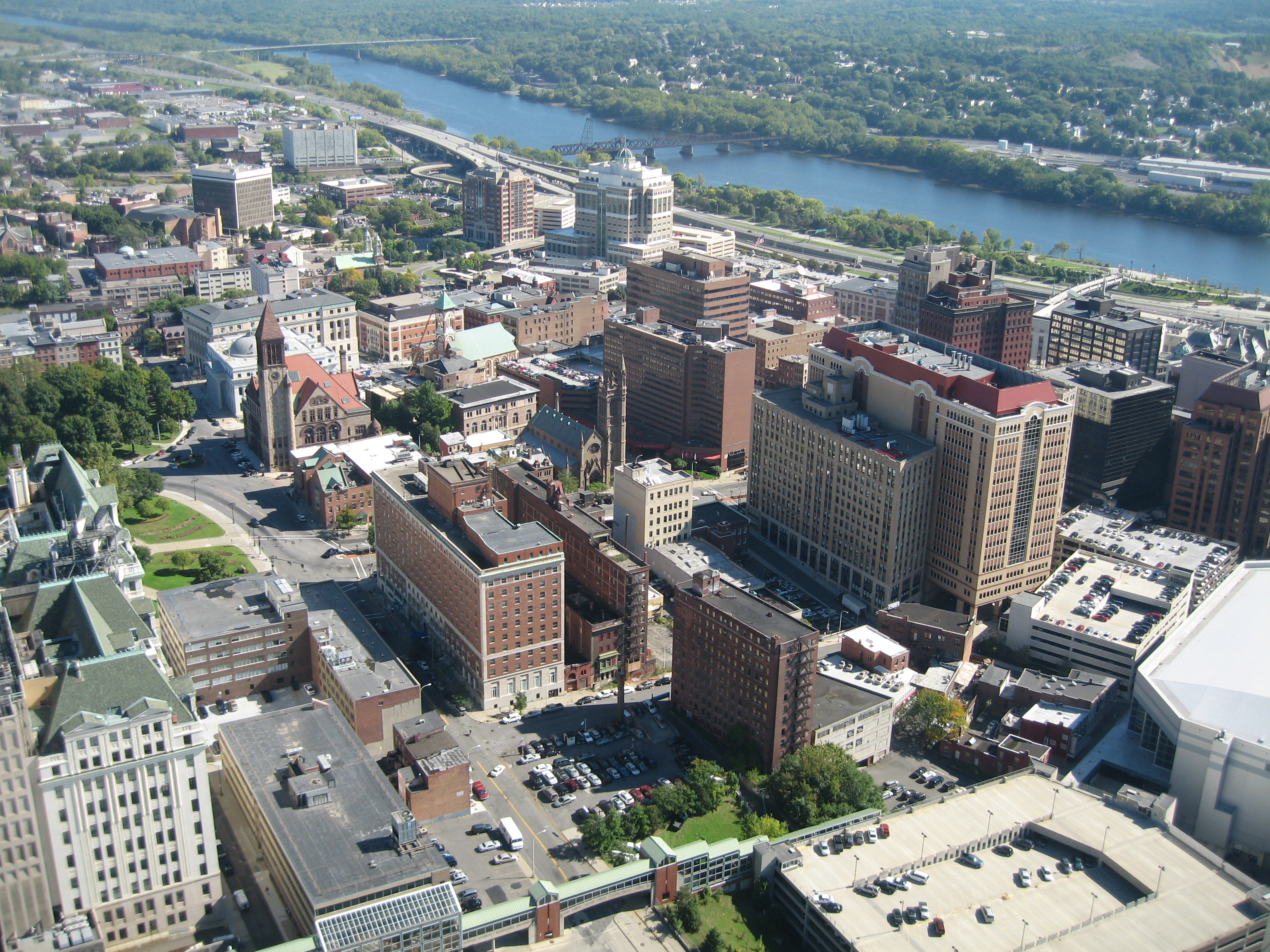
Albany vista desde el aire.

Según la Oficina del Censo, la ciudad Tiene un área total de 21,8 kilómetros cuadrados (8,4 mi²), de la cual 21,4 kilómetros cuadrados (8,3 mi²) es tierra y 0,4 kilómetros cuadrados (0,2 mi²) (1.8 %) es agua.

### Clima
| Parámetros climáticos promedio de Aeropuerto Internacional de Albany, Nueva York (normales 1991–2020, extremos 1874–presente | Parámetros climáticos promedio de Aeropuerto Internacional de Albany, Nueva York (normales 1991–2020, extremos 1874–presente | Parámetros climáticos promedio de Aeropuerto Internacional de Albany, Nueva York (normales 1991–2020, extremos 1874–presente | Parámetros climáticos promedio de Aeropuerto Internacional de Albany, Nueva York (normales 1991–2020, extremos 1874–presente | Parámetros climáticos promedio de Aeropuerto Internacional de Albany, Nueva York (normales 1991–2020, extremos 1874–presente | Parámetros climáticos promedio de Aeropuerto Internacional de Albany, Nueva York (normales 1991–2020, extremos 1874–presente | Parámetros climáticos promedio de Aeropuerto Internacional de Albany, Nueva York (normales 1991–2020, extremos 1874–presente | Parámetros climáticos promedio de Aeropuerto Internacional de Albany, Nueva York (normales 1991–2020, extremos 1874–presente | Parámetros climáticos promedio de Aeropuerto Internacional de Albany, Nueva York (normales 1991–2020, extremos 1874–presente | Parámetros climáticos promedio de Aeropuerto Internacional de Albany, Nueva York (normales 1991–2020, extremos 1874–presente | Parámetros climáticos promedio de Aeropuerto Internacional de Albany, Nueva York (normales 1991–2020, extremos 1874–presente | Parámetros climáticos promedio de Aeropuerto Internacional de Albany, Nueva York (normales 1991–2020, extremos 1874–presente | Parámetros climáticos promedio de Aeropuerto Internacional de Albany, Nueva York (normales 1991–2020, extremos 1874–presente | Parámetros climáticos promedio de Aeropuerto Internacional de Albany, Nueva York (normales 1991–2020, extremos 1874–presente |
| Mes | Ene. | Feb. | Mar. | Abr. | May. | Jun. | Jul. | Ago. | Sep. | Oct. | Nov. | Dic. | Anual |
| --- | --- | --- | --- | --- | --- | --- | --- | --- | --- | --- | --- | --- | --- |
| Temp. máx. abs. (°C) | 21.7 | 23.3 | 31.7 | 33.9 | 36.1 | 37.8 | 40 | 38.9 | 37.8 | 32.8 | 27.8 | 22.2 | 40 |
| Temp. máx. media (°C) | 0.4 | 2.2 | 7.4 | 15.1 | 21.8 | 26.3 | 28.8 | 27.8 | 23.6 | 16.4 | 9.6 | 3.4 | 15.2 |
| Temp. media (°C) | -4.2 | -2.9 | 2.1 | 8.9 | 15.3 | 20.2 | 22.8 | 21.9 | 17.5 | 10.8 | 4.7 | -0.9 | 9.7 |
| Temp. mín. media (°C) | -8.9 | -8 | -3.3 | 2.7 | 8.9 | 14.1 | 16.9 | 15.9 | 11.4 | 5.1 | -0.2 | -5.2 | 4.1 |
| Temp. mín. abs. (°C) | -33.3 | -30 | -29.4 | -12.8 | -3.3 | 1.7 | 4.4 | 1.1 | -4.4 | -8.9 | -23.9 | -30 | -33.3 |
| Precipitación total (mm) | 66 | 57.9 | 78.5 | 79 | 86.6 | 102.9 | 115.6 | 95.5 | 94.7 | 97.8 | 75.9 | 82.8 | 1033.3 |
| Nevadas (cm) | 39.6 | 34.8 | 30.5 | 4.1 | 0.3 | 0 | 0 | 0 | 0 | 0.8 | 6.6 | 33.8 | 150.4 |
| Días de precipitaciones (≥ 0.2 mm)                                                                                           | 12.7 | 10.6 | 11.8 | 12.2 | 12.7 | 12.2 | 11.4 | 11.0 | 9.7 | 11.2 | 11.1 | 12.6 | 139.2 |
| Días de nevadas (≥ 0.2 cm)                                                                                                   | 10.1 | 7.8 | 5.7 | 1.3 | 0.0 | 0.0 | 0.0 | 0.0 | 0.0 | 0.2 | 2.4 | 7.0 | 34.5 |
| Horas de sol | 141.1 | 158.5 | 200.3 | 218.9 | 248.9 | 262.2 | 289.2 | 253.2 | 210.5 | 168.8 | 100.7 | 108.3 | 2360.6 |
| Humedad relativa (%) | 71.1 | 68.5 | 64.8 | 61.2 | 65.5 | 69.5 | 70.5 | 74.1 | 75.7 | 72.4 | 73.1 | 73.9 | 70 |
| Fuente n.º 1: NOAA (humedad y horas de sol 1961–1990)                                                                        | | | | | | | | | | | | | |
| Fuente n.º 2: Weather Atlas                                                                                                  | | | | | | | | | | | | | |

## Demografía
Según el censo del año 2000, los ingresos medios por hogar en la localidad eran de 39 220 $. Los hombres tenían unos ingresos medios de 41 171 $ frente a los 35 396 $ para las mujeres. La renta per cápita para la localidad era de 23 867 $. Alrededor del 16.0 % de las familias y del 21.7 % de la población estaban por debajo del umbral de pobreza.

## Área financiera
Muy cerca del centro histórico de Albany se alza un complejo de negocios, construido entre 1965 y 1976, llamado Empire State Plaza. Reúne gran parte de la administración y el gobierno del Estado de Nueva York y está cerca del Capitolio de Nueva York. En esta plaza financiera destaca la Torre Erastus Corning que, con 180 metros de altura, es el rascacielos más alto del estado fuera de la ciudad de Nueva York.

## Educación
El Distrito Escolar de la Ciudad de Albany gestiona las escuelas públicas.

## Personas destacadas
- William Devane, actor de televisión.
- Stephen Hannock, pintor notable.
- Gregory Maguire, autor.
- William Joseph Kennedy, escritor.
- Israel Tsvaygenbaum, artista ruso-estadounidense.
- Maria Brink, cantante.
- Elizabeth Schuyler Hamilton, esposa de Alexander Hamilton, uno de los padres fundadores de los Estados Unidos.
- Charles Fort, investigador conocido por dedicarse al estudio de fenómenos anómalos.
- Kevin Huerter, jugador de baloncesto